# Бережи свої горішки
«Бережи свої горішки» (англ. Get Squirrely) — американський анімаційний пригодницько-комедійний фільм, знятий Россом Венокуром. Прем'єра стрічки в Україні відбулась 14 квітня 2016 року. Фільм розповідає про білку Френкі, який збирає з друзів команду, щоб повернути вкрадені людьми жолуді.

## Озвучування
- Джейсон Джонс — Френкі
- Вілл Форте — Коді
- Джон Легвізамо — Ліам
- Саманта Бі — Рейтч
- Вікторія Джастіс — Лола
- Джон Кліз — містер Беллвуд
- Джим Каммінгс — Ведмідь / Едді